# Шэньчжоу-14

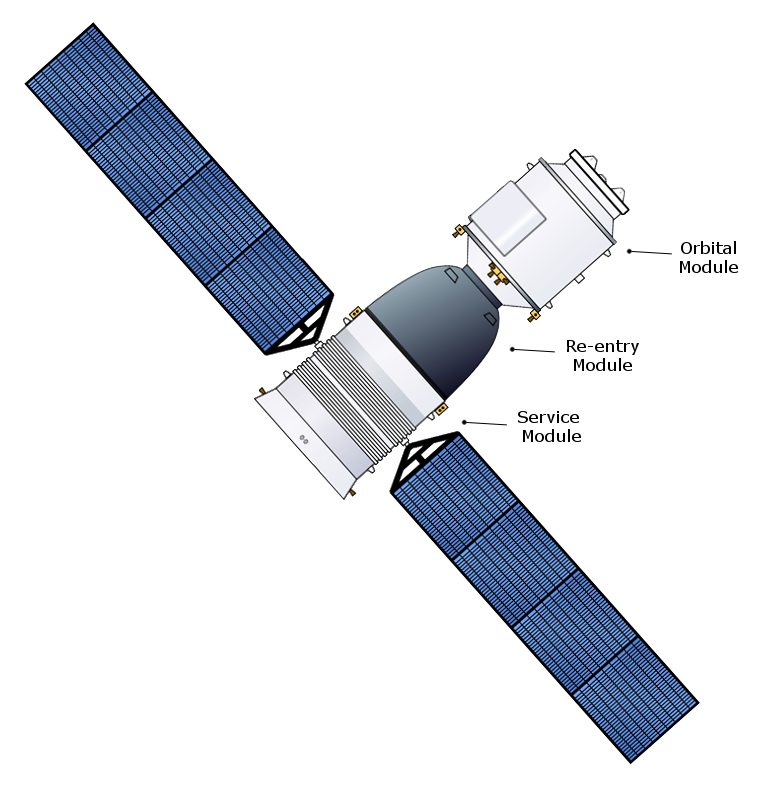
Схема кораблей серии «Шэньчжоу».

«Шэньчжоу-14» (кит. трад. 神舟十四号, пиньинь Shénzhōu shísì hào, палл. Шэньчжоу шисы хао, буквально: «Священный челн-14», англ. Shenzhou-14) — девятый пилотируемый космический корабль КНР серии «Шэньчжоу». Запущен 5 июня 2022 года с тремя космонавтами на борту, отстыковался от станции 4 декабря 2022 года.
«Шэньчжоу-14» совершил третий, после «Шэньчжоу-12» и «Шэньчжоу-13», пилотируемый полёт к орбитальной станции «Тяньгун». Перед ним, 10 мая, к станции автоматически пристыковался грузовой корабль «Тяньчжоу-4» с 5 тоннами груза для экипажа и 1 тонной горючего для поддержания орбиты станции. Работа экипажа «Шэньчжоу-14» на станции по плану продлится полгода.
Это первая китайская миссия, задачей которой являлась постройка станции: пристыковка к её боковым портам модулей «Вэньтянь» и «Мэнтянь», перестыковка их на боковые стыковочные узлы, интеграция в станцию и тестирование.

## Экипаж
Экипаж «Шэньчжоу-14» составили 3 офицера из отряда космонавтов НОАК: командир Чэнь Дун, первая женщина-космонавт Китая Лю Ян и летящий в космос впервые Цай Сюйчжэ.

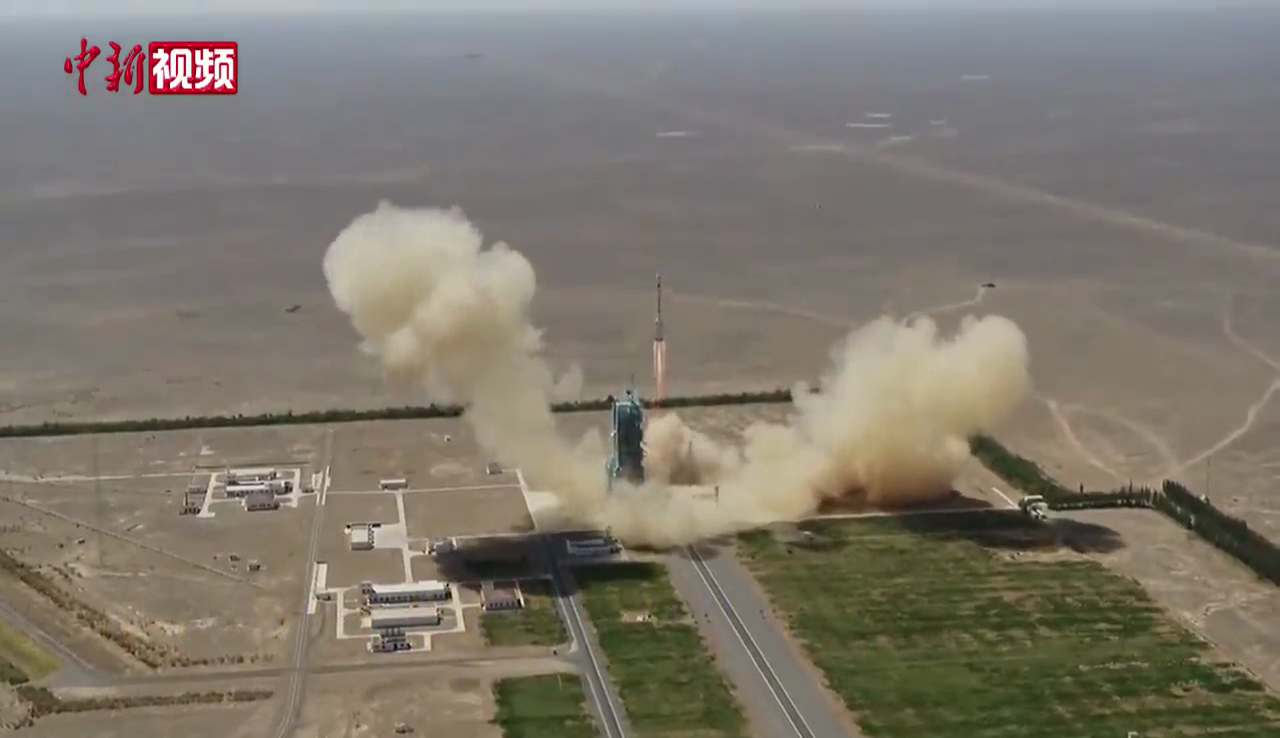
Запуск «Шэньчжоу-14»

| Тайконавт  | Должность | № полёта | Организация |
| ---------- | --------- | -------- | ----------- |
| Чэнь Дун   | Командир  | 2        | CNSA        |
| Лю Ян      |           | 2        | CNSA        |
| Цай Сюйчжэ |           | 1        | CNSA        |

## Запуск и пристыковка
Во время работы миссии «Шэньчжоу-13» корабль «Шэньчжоу-14» исполнял роль резервного, находясь в состоянии 9-дневной готовности к старту на случай, если бы понадобилась срочная эвакуация предыдущего экипажа. Такую схему CNSA применяет постоянно, и во время работы экипажа «Шэньчжоу-14» роль резервного играет корабль «Шэньчжоу-15».
Корабль и его ракета-носитель «Чанчжэн-2F» Y-14 были доставлены на стартовый стол космодрома Цзюцюань на западе Внутренней Монголии 29 мая. Запуск осуществлён 5 июня 2022 года в 10:44 по пекинскому времени (5:44 МСК), с тремя космонавтами на борту.
Стыковка с надирным стыковочным узлом базового модуля станции произведена 5 июня в 17:42 по пекинскому времени (12:42 МСК), полёт к станции занял 6 часов 58 минут. Учитывая пристыкованные ранее к осевым портам станции грузовые корабли «Тяньчжоу-3» и «Тяньчжоу-4», к станции оказались пристыкованы три корабля одновременно. Такой же состав и такую же форму комплекс имел с 15 октября 2021 по 27 марта 2022 года, когда к нему были пристыкованы грузовики «Тяньчжоу-2» и «Тяньчжоу-3» и пилотируемый корабль «Шэньчжоу-13».

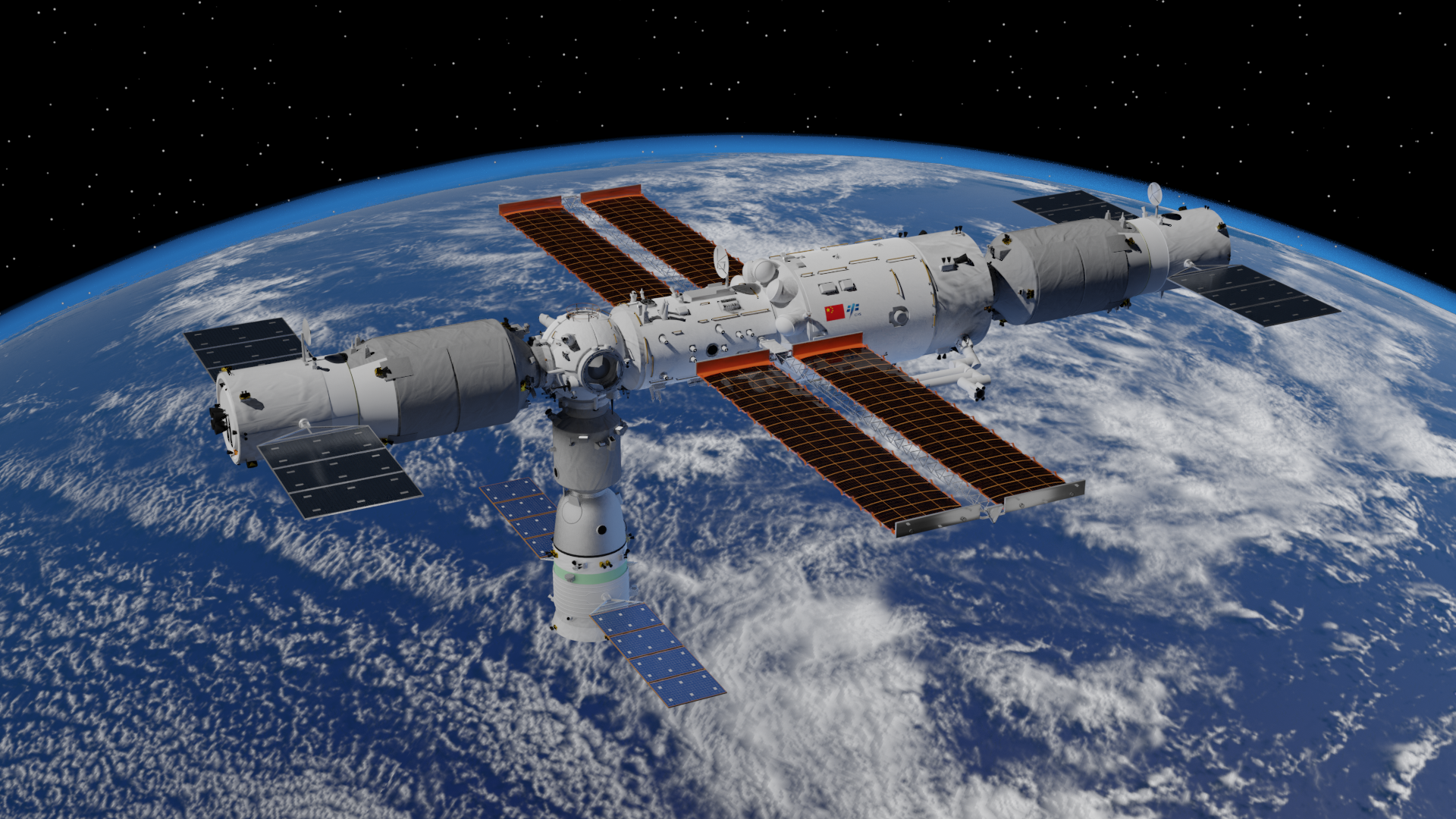
Модель станции «Тяньгун» с тремя пристыкованными кораблями, на момент прибытия «Шэньчжоу-14».

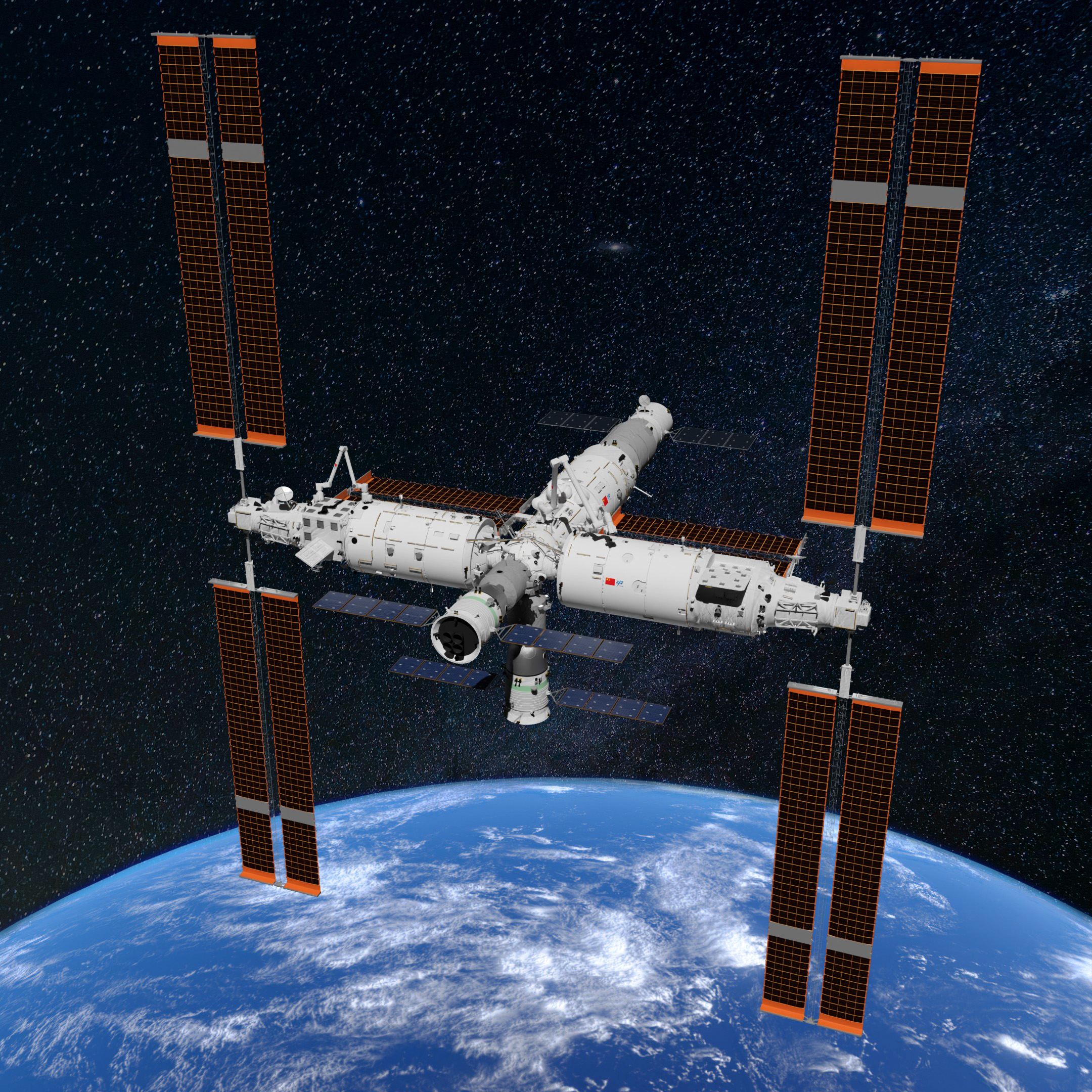
Станция «Тяньгун» с 3 ноября 2022 года. Вниз от центра — пилотируемый корабль «Шэньчжоу», вдаль (к корме) — модуль «Тяньхэ» c грузовым кораблём «Тяньчжоу». Единственный свободный СУ станции — передний.

## Полёт
6 июня 2022 года экипаж корабля открыл люк в грузовик «Тяньчжоу-4», и в 12:19 по пекинскому времени перешёл в него, готовясь к переносу доставленных им грузов в станцию.
17 июля от станции был отстыкован грузовик «Тяньчжоу-3».
24 июля к освободившемуся переднему узлу базового модуля пристыковался лабораторный модуль «Вэньтянь», и экипаж приступил к его интеграции в станцию.
1—2 сентября Чэнь Дун и Лю Ян успешно совершили выход в открытый космос длительностью 6 часов 7 минут, впервые через шлюзовую камеру модуля «Вэньтянь». Во время этого выхода они установили внешние насосы на модуле «Вэньтянь» и сориентировали одну из панорамных камер на базовом модуле «Тяньхэ». 17 сентября состоялся второй выход в открытый космос, также через модуль «Вэньтянь». Чэнь Дун и Цай Сюйчжэ провели в открытом космическом пространстве 4 часа 12 минут. 1 ноября 2022 года, в 04:27 по пекинскому времени, к переднему СУ главного модуля станции успешно пристыковался новый модуль «Мэнтянь», после чего экипажу «Шэньчжоу-14» предстоит интегрировать его в станцию.
12 ноября 2022 года к орбитальному комплексу пристыковался грузовой космический корабль «Тяньчжоу-5».
17 ноября 2022 года, тайконавты «Шэньчжоу-14» в третий раз вышли в открытый космос для продолжения интеграции новоприбывших модулей в станцию. Выход в открытый космос, как и во второй раз, осуществили Чэнь Дун и Цай Сюйчжэ. Во время внекорабельной деятельности, которая длилась 5 часов 34 минуты, космонавты установили «мост», соединяющий основной модуль с лабораторным модулем «Вэньтянь» и лабораторным модулем «Мэнтянь». Цай Сюйчжэ совершил первую прогулку в открытом космосе по этому «мосту». Китайские космонавты также подняли панорамную камеру «А» модуля «Вэньтянь» и установили вспомогательные рукоятки для маленькой механической руки-манипулятора. В процессе внекорабельной деятельности была впервые протестирована возможность совместной работы космонавтов и двух механических манипуляторов. Дополнительно были проверены функции шлюзового отсека модуля «Вэньтянь» и вспомогательного оборудования, необходимого во время нахождения в открытом космосе . Это была первая в истории ВКД на двух ОС в один день: на МКС в открытый космос в этот же день выходили Дмитрий Петелин и Сергей Прокопьев.
Экипаж провёл тестирование комплекса после пристыковки новых модулей и их перестыковке на боковые стыковочные узлы, проверил работу большого и малого манипуляторов. Как сказал заместитель руководителя пилотируемой космонавтики Китая Гао Сюй, «Это будет самая напряжённая космическая миссия в истории страны».
Было запланировано проведение экипажем около 100 научных экспериментов и уроков с борта станции для школьников КНР.
За несколько дней до отстыковки «Шэньчжоу-14» к станции пристыковался следующий пилотируемый корабль, «Шэньчжоу-15». Во время этой первой пересменки в истории космонавтики КНР, в декабре 2022 года на станции впервые находятся 6 тайконавтов одновременно. Это не создаёт проблем, поскольку в модуле «Вэньтянь», как и в «Тяньхэ», тоже имеются три жилые каюты, кухня и санузел. Таким образом, станция продолжит оставаться непрерывно обитаемой начиная с запуска «Шэньчжоу-14» 5 июня 2022 года.

## Возвращение экипажа на Землю
4 декабря 2022 в 03:01 UTC корабль «Шэньчжоу-14» отстыковался от китайской космической станции.
Возвращаемая капсула "Шэньчжоу-14" с космонавтами Чэнь Дуном, Лю Ян и Цай Сюйчжэ на борту успешно приземлилась на посадочную площадку "Дунфэн" в автономном районе Внутренней Монголии Северного Китая 4 декабря 2022 в 20:09 по пекинскому времени (12:09 UTC).